# Praca zespołowa
Praca zespołowa – praca stanowiąca podstawową, a zarazem wyższą formę organizacji pracy. Polega na powierzeniu określonej grupie pracowników czynności lub operacji wydzielonych z procesów pracy.
Pracę zespołową cechuje przede wszystkim współdziałanie wykonawców - współpraca, udzielanie sobie pomocy, pełnienie różnych funkcji i zbiorowa odpowiedzialność za wyniki pracy. Staje się koniecznością, gdy nie można rozdzielić zadań między indywidualnych wykonawców wtedy, gdy proces ma charakter ciągły, kiedy ilość pracy przekracza możliwości jednej osoby lub istnieje duża współzależność realizowanych zadań.

## Badania Google
Firma Google opublikowała w 2015 roku wyniki przeprowadzonych przez nią badań nad efektywnością pracy zespołowej. Inspiracją do badań była obserwacja, że pracownicy pomimo dobrych warunków pracy oraz korzyści dodatkowych, takich jak np. darmowe jedzenie, czy masaże, nadal byli niezadowoleni ze swojej pracy i mieli problemy z efektywnym wykonywaniem powierzonych zadań. Początkowo celem badania było zidentyfikowanie cech osobowości oraz umiejętności, które pozwalają na stworzenie idealnego zespołu. W toku badań zauważono jednak, że te zmienne nie mają istotnego wpływu na efektywność współpracy. Dwuletnia analiza ponad 200 zespołów pracowniczych pozwoliła określić warunki, które muszą zostać spełnione, aby zespół działał efektywnie. Należą do nich:
- bezpieczeństwo psychologiczne - najważniejszy ze zidentyfikowanych czynników, pozwalający członkom zespołu na podejmowanie ryzyka, bez uczucia onieśmielenia lub zawstydzenia (np. publicznego dzielenia się pomysłami), będący efektem wzajemnego szacunku i otwartości,
- niezawodność - poczucie, że członkowie zespołu mogą polegać na sobie nawzajem pod względem dotrzymywania terminów i jakości wykonanej pracy,
- struktura i czytelność - jasne określenie celów, ról oraz planów ich wykonania,
- znaczenie pracy - osobiste zaangażowanie członków zespołu uważających wykonywaną pracę jako personalnie dla nich ważną,
- wpływ wykonywanego zadania - przekonanie członów zespołu o istotności wykonywanej pracy i powodowaniu pozytywnej zmiany[2][3][4].